# Чурригереско

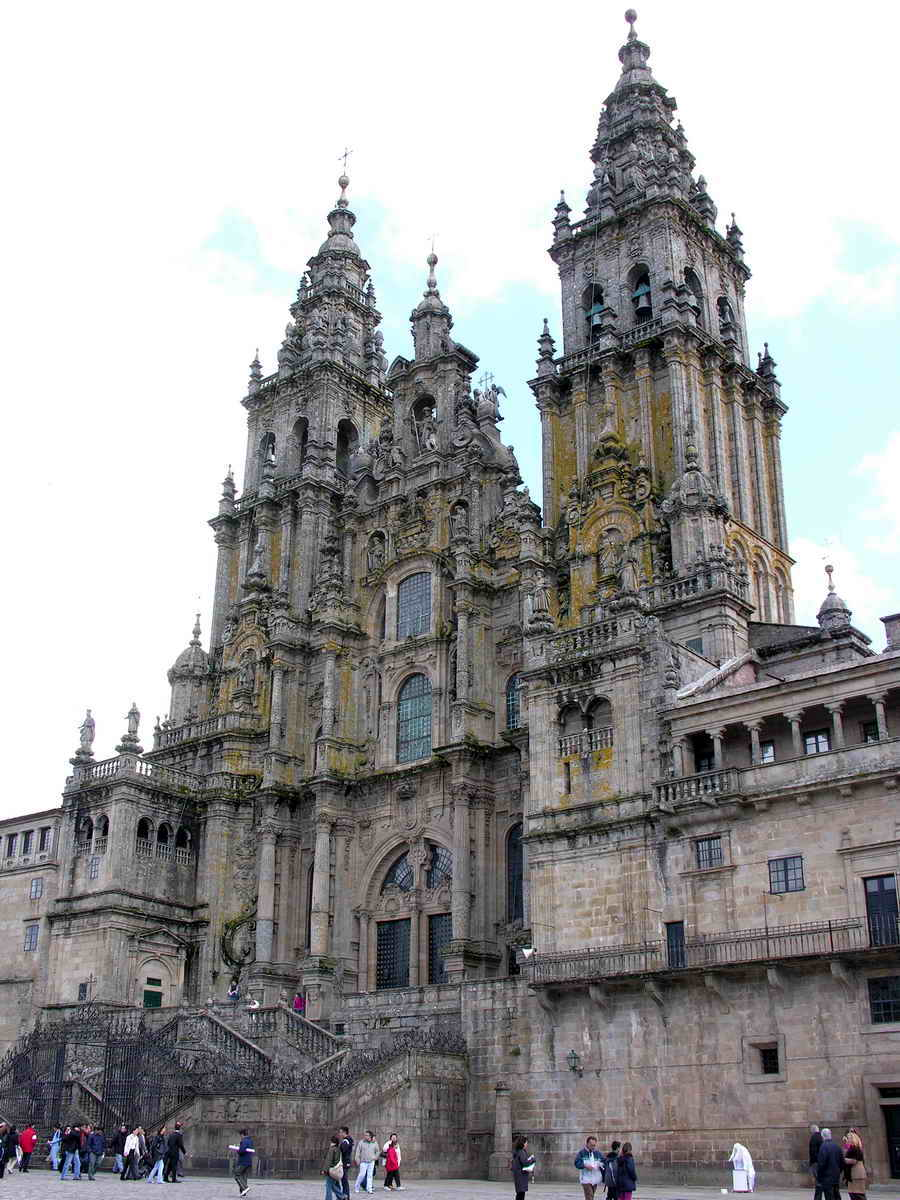
Фасад Собора Святого Иакова в Сантьяго-де-Компостела

Чурригере́ско или чурригере́ск (исп. El Churrigueresco) — историко-региональный стиль в архитектуре Испании конца XVII — первой трети XVIII веков. Помимо метрополии, получил распространение в Мексике, где известен под названием «мексиканского барокко» и в других странах Латинской Америки как «ультрабарокко» — так называли свою архитектуру сами мексиканцы.
Термин «чурригереско» происходит от фамилии семьи испанских архитекторов и мастеров резных деревянных ретабло (алтарей) каталонского происхождения. Наиболее известным представителем этого семейства был Хосе де Чурригера (1665—1725), который работал в Саламанке, Мадриде, Вальядолиде и других городах Испании.
Стиль чурригереско считается историко-региональным вариантом барокко, для него характерны изобилие мелких деталей и насыщенность украшениями, волнообразно изогнутые карнизы, вычурный скульптурный и мелкий орнаментальный декор, обилие позолоты и раскраски, а также необычные атектоничные элементы, такие как эстипите. Мастера стиля чурригереско создавали ретабло, церковные реликварии-монстранци, мебель, оформление интерьеров и фасадов зданий. В частности, Хосе Чурригера участвовал в оформлении западного фасада собора Святого Иакова в Сантьяго-де-Компостела.
В Мексике к произведениям стиля чурригереско относят базилику в Сакатекасе, столице штата Сакатекас, ретабло в храме Сан-Франсиско-Хавьер (Национальный вицекоролевский музей) в Тепоцотлане, в штате Мехико, Алтарь Королей в Кафедральном соборе в Мехико.

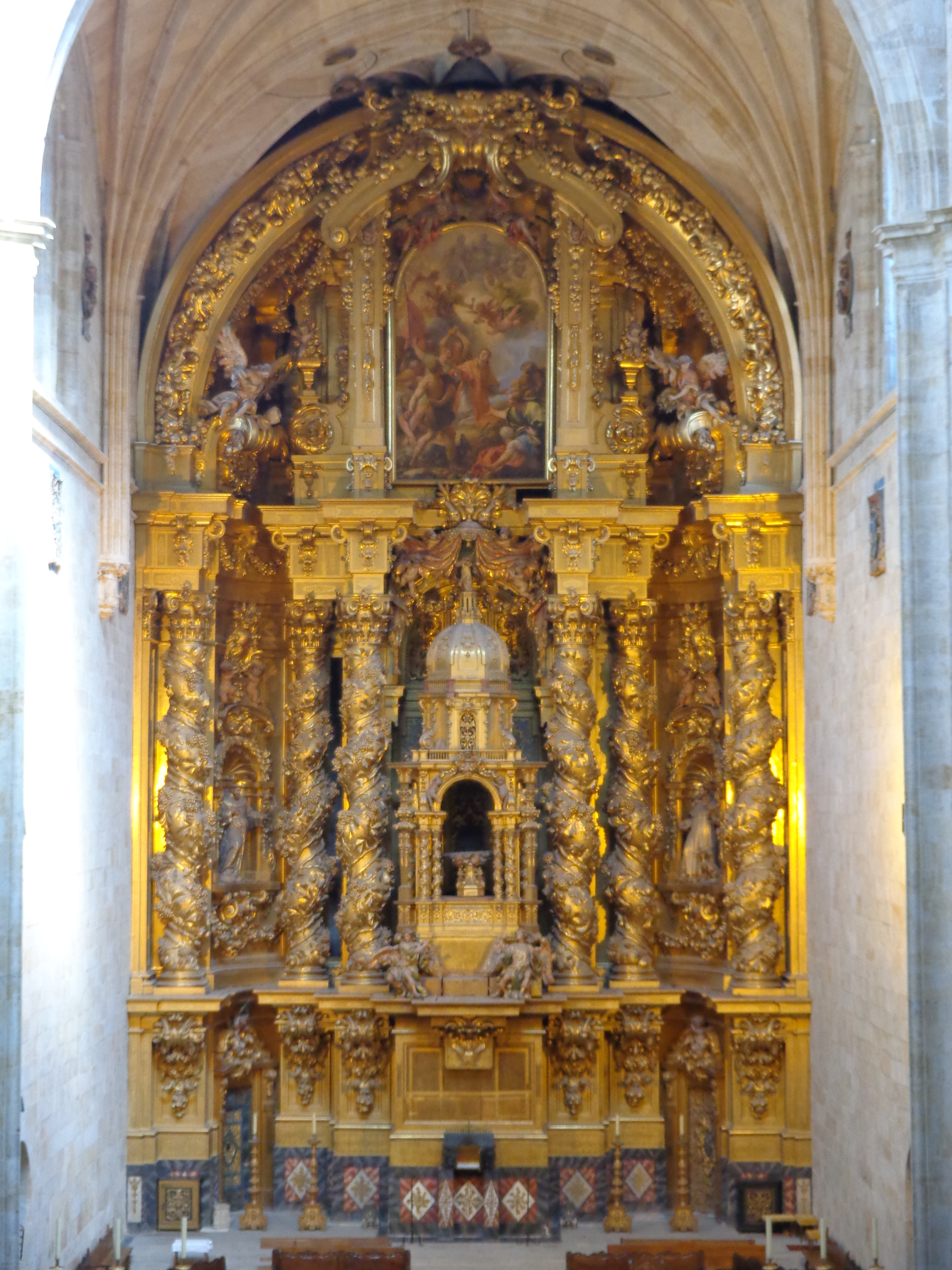
Х. Чурригера. Ретабло церкви монастыря Сан-Эстебан в Саламанке. 1693—1696
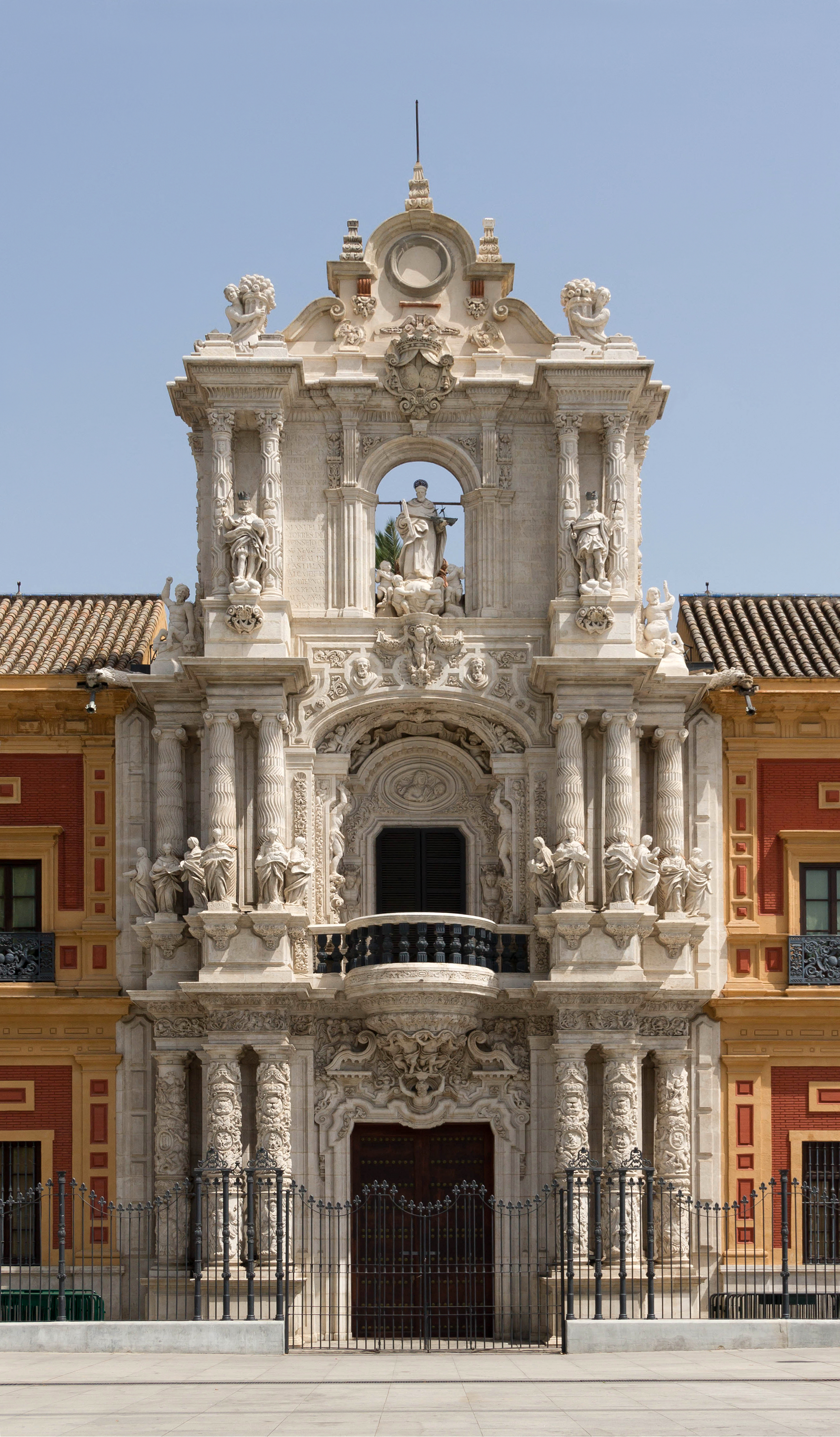
Портал дворца Сан-Тельмо. Севилья
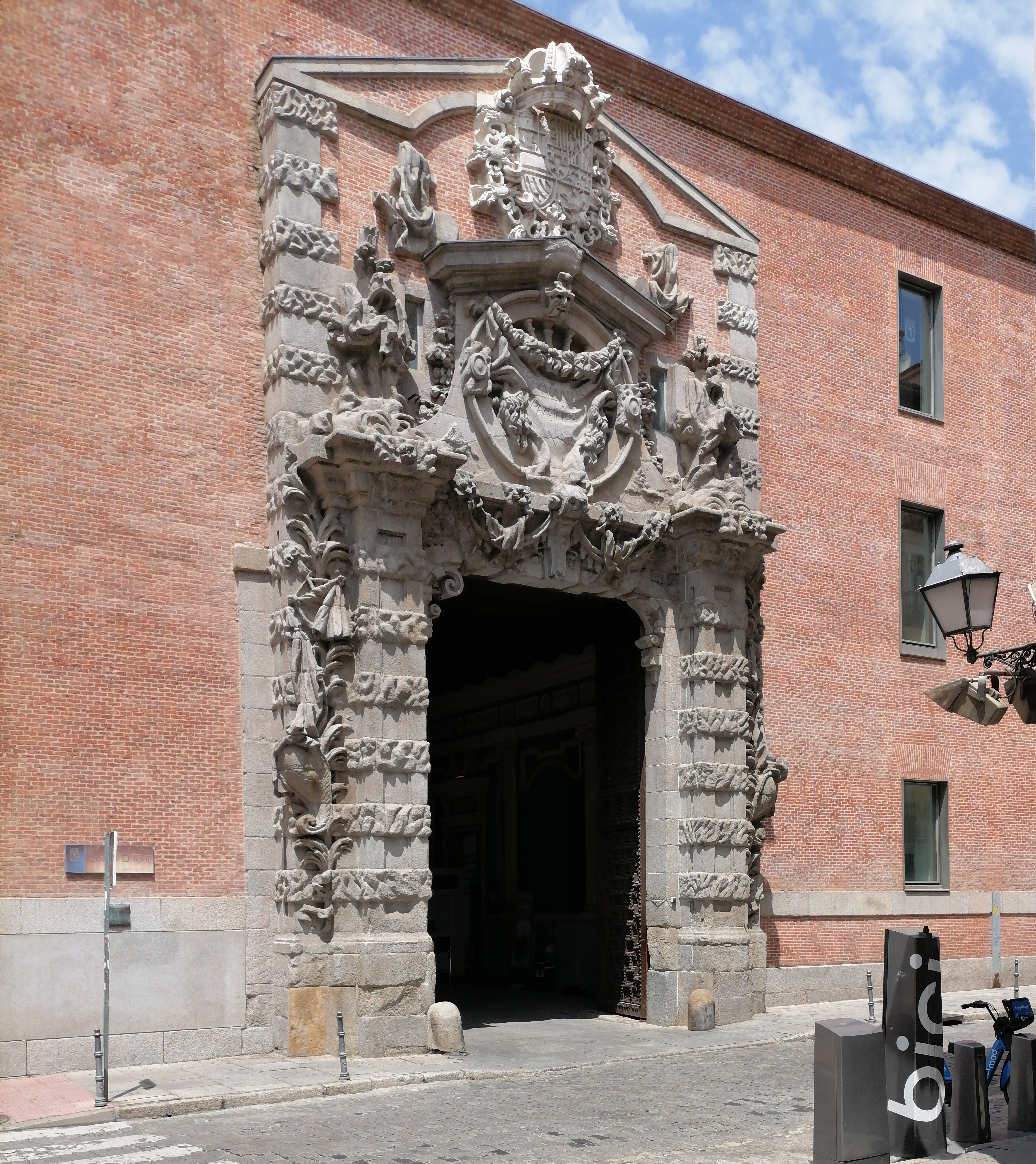
Фасад кордегардии Конде-Дюк. Мадрид
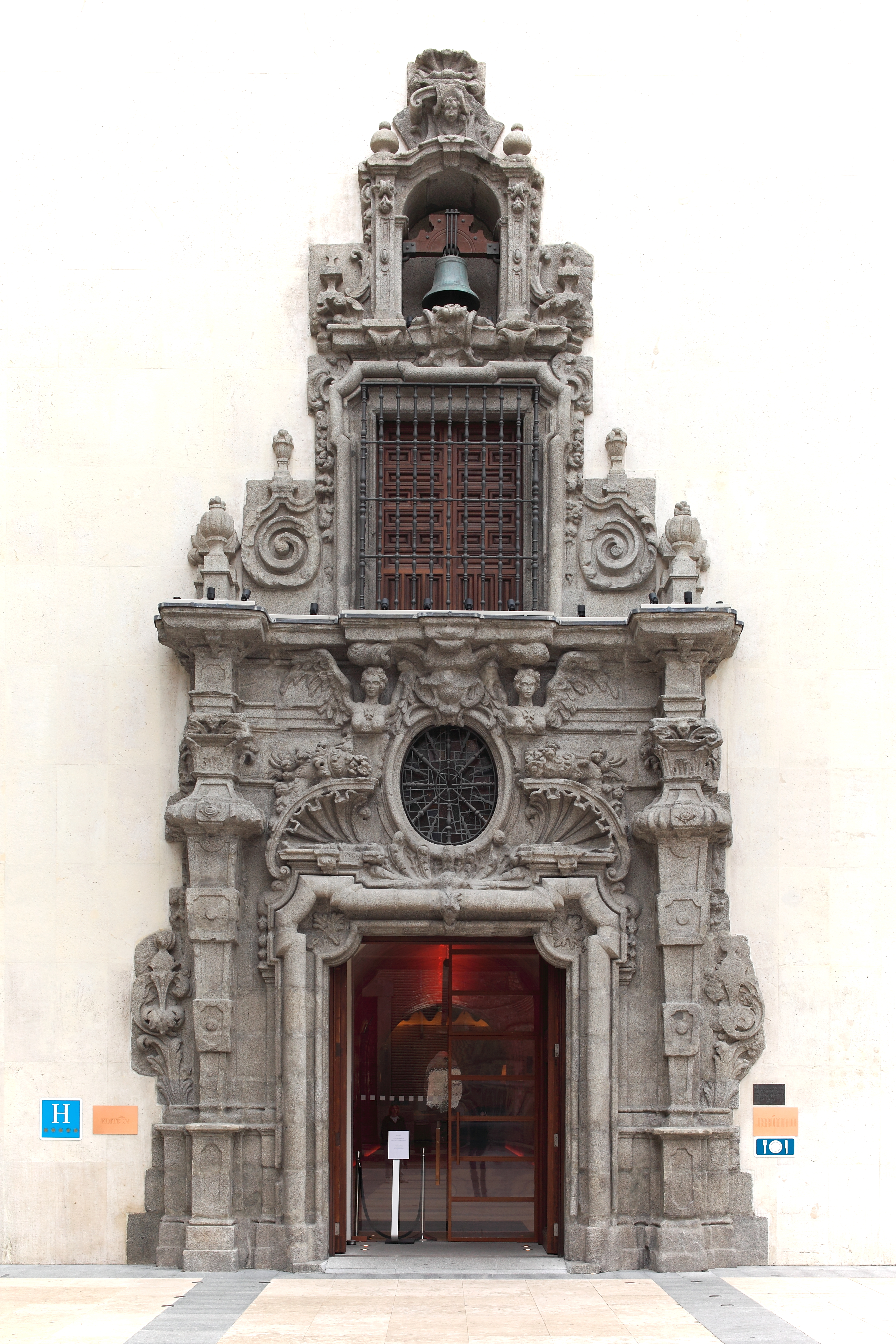
Портал Монте-де-Пьедад. Пласа-де-лас-Дескальсас. Мадрид
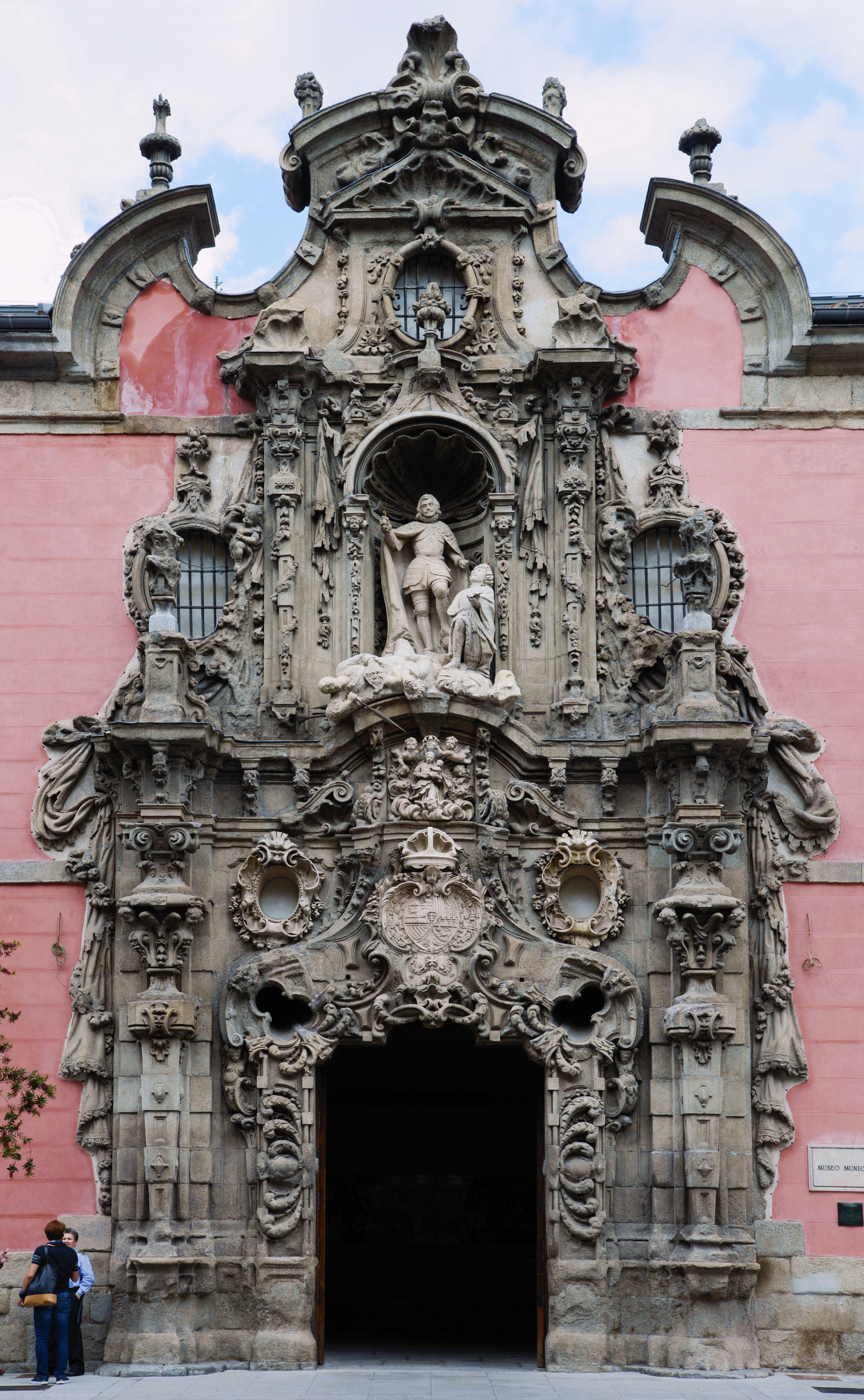
Главный портал Королевского госпиталя Сан-Фернандо (ныне Музей истории Мадрида). Мадрид
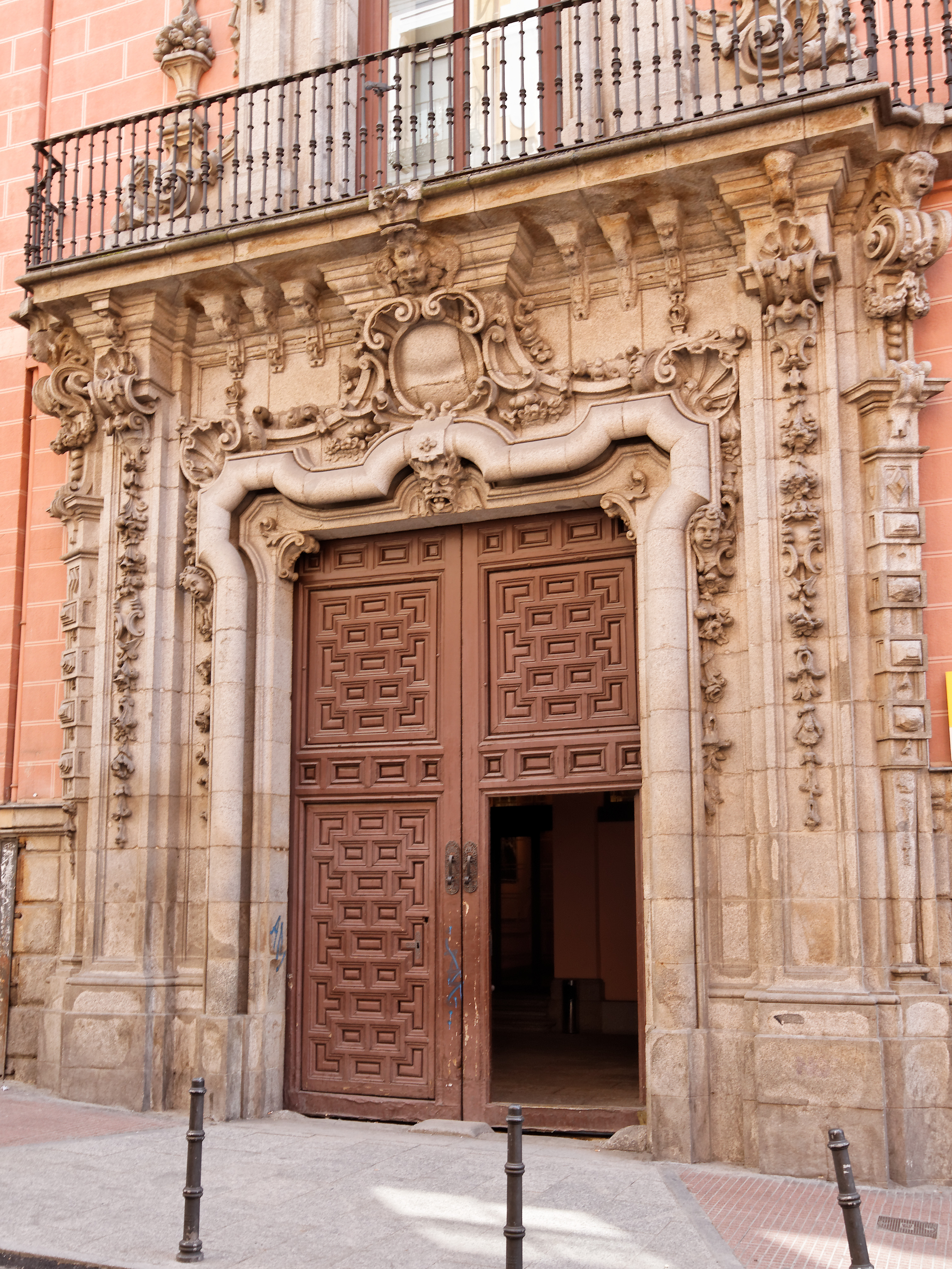
Дворец маркиза де Пералес. Портал. Мадрид
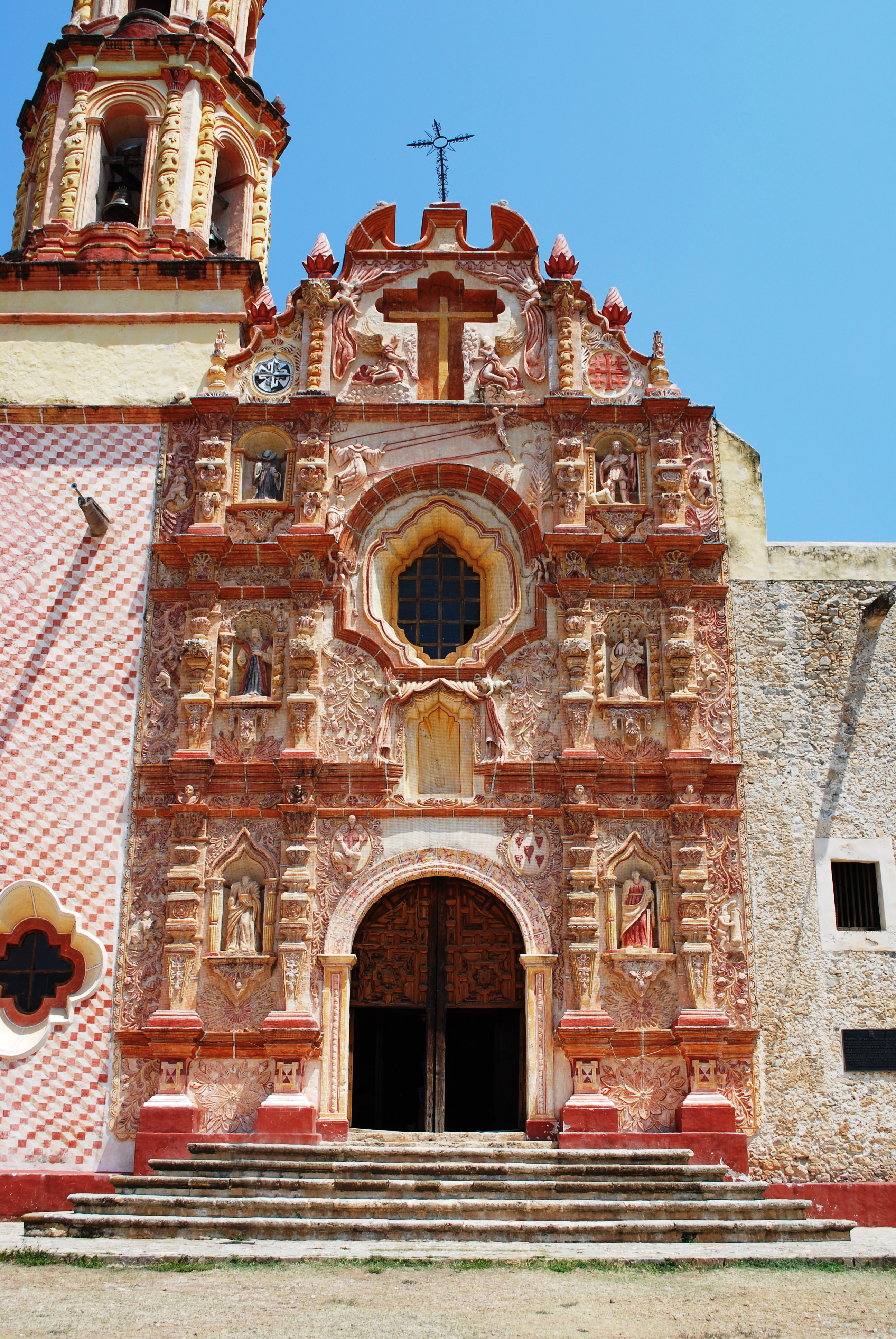
Портал миссионерской церкви в Танкойоле, Джалпан-де-Серра, Керетаро, Мексика